# Гордън Бенкс
Гордън Бенкс (на английски: Gordon Banks) е английски футболист, вратар.
Той е световен шампион през 1966 г. със състава на Англия и носител на Ордена на Британската империя. Избран е за втория най-добър вратар през ХХ век – след Лев Яшин (1-ви) и пред Дино Дзоф (3-ти). През 1972 г. е удостоен с наградите Футболист на годината в Англия и най-добър футболист за годината на ФИФА. Изиграл е над 700 мача в професионалната си кариера, от които 628 в Английската футболна лига в продължение на 15 години. В националния отбор по футбол на Англия от 1963 до 1972 г. е играл 73 мача, от които 49 победи, 15 равни и само 9 загуби. Наричан е от медиите на острова „Котката“ заради изключителните му пъргавина и рефлекс. Включен е в Английската футболна зала на славата.

## Биография и клубна кариера
Роден е на 30 декември 1937 г. в Шефилд. Произхожда от бедно семейство и от дете работи в мините около града. Започва да играе футбол 15-годишен през 1953 г. в юношеските клубове Милспауг и Раумарш Велфаре. Същата година заради перспективата за по-добра работа се премества в Честърфийлд, където заиграва като вратар в юношеския отбор на едноименния местен клуб. През ноември 1958 г. дебютира в мъжкия отбор на клуба.
Следващия сезон е харесан от първодивизионния Лестър, където преминава за 7000 английски лири през юли 1959 г. и оттам започва пътят му към славата. Играе 356 мача за „лисиците“ до 1967 г. Участва в два финала за Купата на Футболната асоциация през 1961 и 1963 г. Печели Купата на Лигата през 1964 г., а на следващата е финалист в турнира.
Изявите на младия вратар повдигат цената му и през април 1967 г. е продаден за 50 000 лири. В периода 1967 – 1972 г. е вратар на Стоук Сити, където изиграва 195 срещи и отново печели Купата на Лигата през 1972. За кратки периоди пробва и екзотични авантюри като преотстъпен на американския Кливлънд Стоукърс и южноафриканския Хеленик.

## В националния отбор
Разбира се, най-славните мигове от кариерата на Бенкс са свързани с националния отбор на Англия. С него той става световен шампион през 1966 г., участва и на Мондиал 1970.
Първият му мач в националния отбор е на 6 април 1963 г. срещу Шотландия.
Прави най-силното си представяне на световните финали през 1966 година, когато родната му Англия печели първия си и единствен трофей от световни първенства. Под рамката на трите лъва Бенкс опазва мрежата си суха чак до полуфинала с Португалия, когато легендата Еузебио му отбелязва гол от дузпа. На финала англичаните побеждават Западна Германия с 4:2 след хеттрик на Сър Джефри Хърст оформен в продълженията.
Успешно се представя и на Европейското първенство през 1968 г.. Англия е сред четирите отбора, класирали се за финалната фаза в Италия. На полуфинал губи от Югославия с 0:1, а в мача за третото място побеждава СССР с 2:0 и печели бронзовите медали.
През 1970 г. на финалите на Световното първенство в Мексико Бенкс прави спасяване, което много от специалистите и до днес обявяват за едно от най-паметните в цялата история на футбола. Съдбата среща големите фаворити Бразилия и Англия още в груповата фаза.
В предварителната група след победа с 1:0 над Румъния, Англия се изправя срещу бъдещия шампион – Бразилия на Пеле. Под палещото слънце на Гуадалахара играта е открита и двуостра. През първото полувреме бразилците осъществяват бърза контраатака от дясно чрез капитана Карлос Алберто и най-доброто крило на Южна Америка Жаирзиньо. Бенкс е срещу него до близката греда, когато Жаирзиньо центрира остро към далечната в наказателното поле към Пеле. Кралят на футбола отправя мощен удар с глава, но за да придаде на топката по-странна траектория, я забива първо в земята и тя тупва неприятно за вратаря на метър пред голлинията. Голът изглежда неспасяем и Пеле се провиква GOLO! (гол на португалски), но Бенкс успява да реагира светкавично като „прелетява" от едната странична греда до другата и с върха на пръстите си избива топката над горната греда. Положението е наречено от някои „спасяването на века“. Веднага след това в обстановката на всеобщо удивление и възхищение зрителите по трибуните и телевизионните камери улавят следния разговор:
| „ | „Помислих, че е гол!“ (Пеле) „И двамата си го помислихме!“ (Бенкс) „Остаряваш Бенкси, преди такива ги хващаше!“ (Боби Мур) Впоследствие Пеле изрича паметните думи: „Аз вкарах този гол, Бенкс просто ми го открадна.“ | “ |

В елиминационната фаза на четвъртфинала Англия се изправя срещу Западна Германия – мач повторение на финала от предходния мондиал. Бенкс заболява от вирус и не успява да покрие фитнес тестовете преди мача. На вратата застава заместникът му Питър Бонети. След като англичаните повеждат с 2:0, треньорът им сър Алф Рамзи счита мача за спечелен и сменя възловите играчи Боби Чарлтън и Питърс, за да запази силите им за полуфинала. Германците изравняват резултата и обръщат мача. Англия губи с 2:3 след продължения. След мача Рамзи казва с тъга по повод Бенкс „от всичките ми играчи, които можех да загубя, загубих точно него“. Много от коментаторите са единодушни, че ако Бенкс не бе пропуснал четвъртфинала срещу стария враг ФРГ поради нелепо стомашно разстройство, родината на футбола нямаше да отпадне по такъв странен и безславен начин.
На 27 май 1972 г. изиграва мач за отбора на трите лъва отново срещу първия си съперник като национален вратар – Шотландия. По ирония на съдбата той се оказва и последният му мач в националния отбор.

## Последни години в САЩ
През 1972 г. славният страж претърпява автомобилна катастрофа, при която губи зрението на дясното си око. Инцидентът става причина за край на кариерата му, но тя е възобновена през 1977, когато получава оферта да се върне на терена като играч на Форт Лодърдейл Страйкърс в Северноамериканската сокър лига. През първия си сезон там 40-годишният и сляп с едното око англичанин си заслужава признанието за най-добър вратар на лигата. Изиграва и една среща в ирландския Сейнт Патрикс, преди да приключи кариерата си в американския тим.